# Lymm
Lymm is een civil parish in het bestuurlijke gebied Warrington, in het Engelse graafschap Cheshire. De plaats telt 12.350 inwoners.

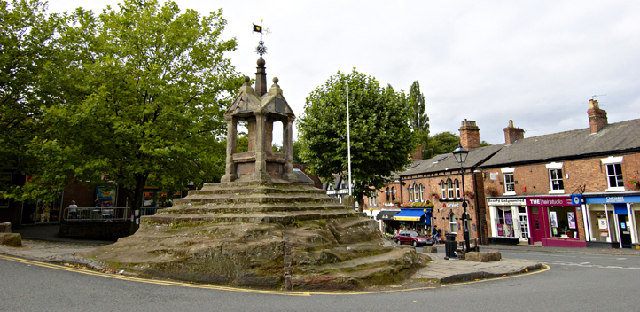
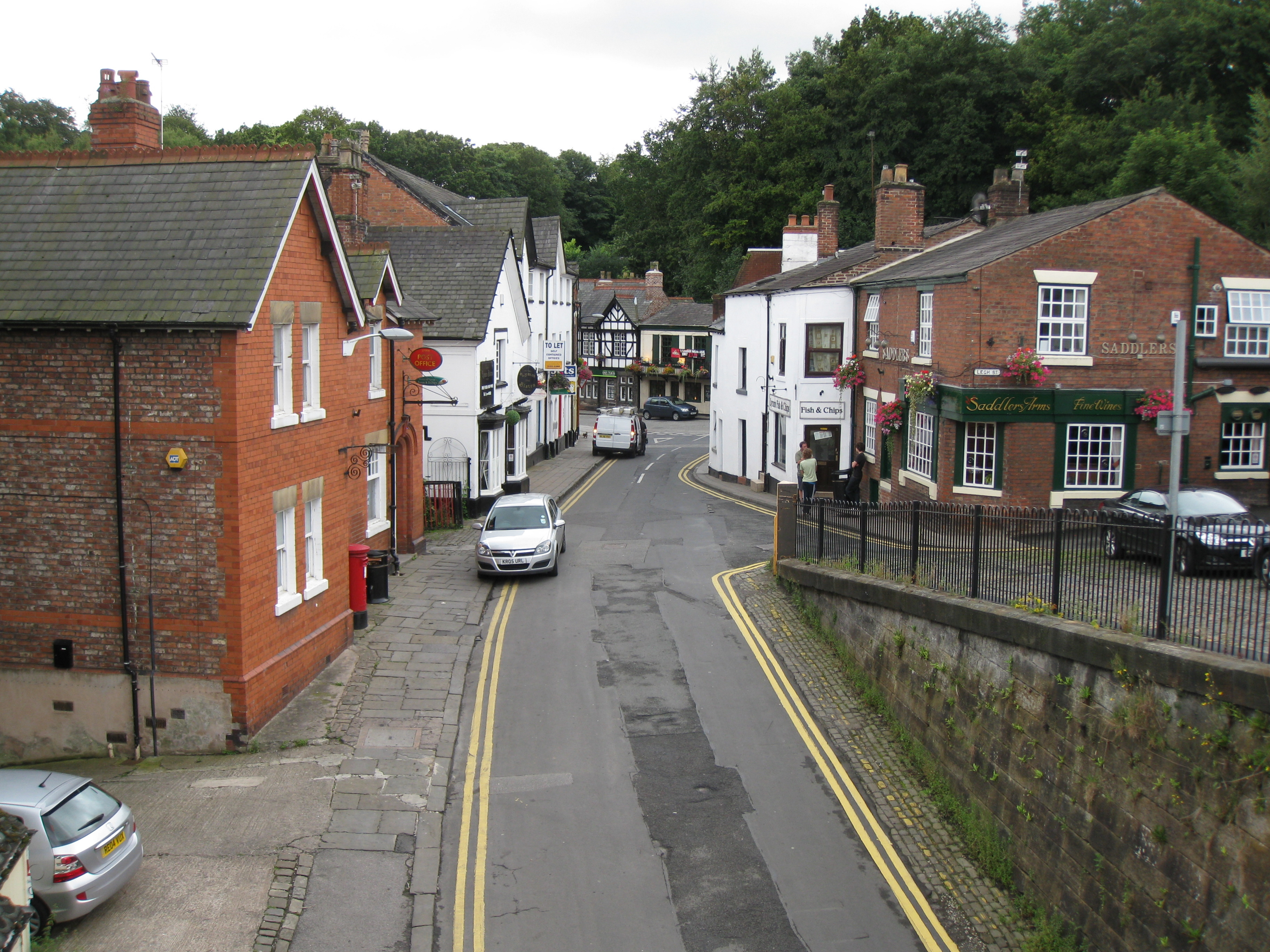